# Rhipidolestes asatoi
Rhipidolestes asatoi là loài chuồn chuồn trong họ Megapodagrionidae. Loài này được Asahina miêu tả khoa học đầu tiên năm 1994.